# Serón
Serón es una localidad y municipio español situado en la parte occidental de la comarca del Valle del Almanzora, provincia de Almería, en la comunidad autónoma de Andalucía. Limita con los municipios almerienses de Tíjola, Bayarque, Bacares, Gérgal y Alcóntar; y con los granadinos de Caniles y Cúllar. Por su término discurren los ríos Almanzora y de las Herrerías y las ramblas de la Jauca, del Higueral y del Ramil.

## Toponimia
Las primeras menciones escritas a Serón datan del siglo XII como Šarūn y ḥiṣn Šīrūn.

## Geografía física

### Ubicación
| Noroeste: Cúllar, Caniles | Norte: Cúllar | Noreste: Bacares |
| Oeste: Caniles, Alcóntar  |               | Este:Tíjola      |
| Suroeste Alcóntar         | Sur: Gérgal   | Sureste: Tíjola  |

### Clima
Por la clasificación de Köppen es un clima mediterráneo típico (csa).[cita requerida]

### Riesgos naturales
El municipio de Serón todavía no cuenta con un PTEL que cumpla con la Ley 5/2010 sobre autonomía local.

## Naturaleza
La ZEC (Zona de Especial Conservación) Calares Sierra de los Filabres se extiende por parte del término municipal donde se encuentra el pico Calar Alto (2168 m s. n. m.). Señalar además la encina de la Peana, catalogada como monumento natural de Andalucía.
Existen varios senderos homologados, como el circular PR-A 335, el PR-A 319 Encinas Milenarias y el Entorno de Las Menas.

### Flora
Desde los años 50 se hicieron una serie de repoblaciones con dos tipos de pino: el carrasco y el laricio. También existen encinas, y en algunas zonas más altas restos de quejigos. En zonas más húmedas o en las riberas de cursos fluviales existen chopos y álamos. Respecto a matorral abundan especies tales como el lentisco, la coscoja, el enebro, el torvisco y el espino negro, entre otros.

### Fauna
En cuanto a mamíferos existen ciervos, jabalíes, zorros, conejos y liebres. Respecto a aves existen cuervos, cucos, vencejos, abubillas, urracas, entre otros. Destacan las rapaces como águilas reales y perdiceras, gavilanes, cernícalos y lechuzas.

### Zonas protegidas
La Zona de Especial Conservación (ZEC) Calares Sierra de los Filabres se extiende por parte del término municipal, ocupando más de 2000 hectáreas, representando el 31 % de la superficie del municipio. Su protección es debido a su valor natural, con rasgos geológicos de interés al ser una zona de calizas y dolomías y con una serie de yacimientos metalíferos. En cuanto a flora existen dos endemismos y en fauna el epsaico alberga especies de interés como rapaces, carnívoros y una variada población de murciélagos que viven en las diferentes cuevas.

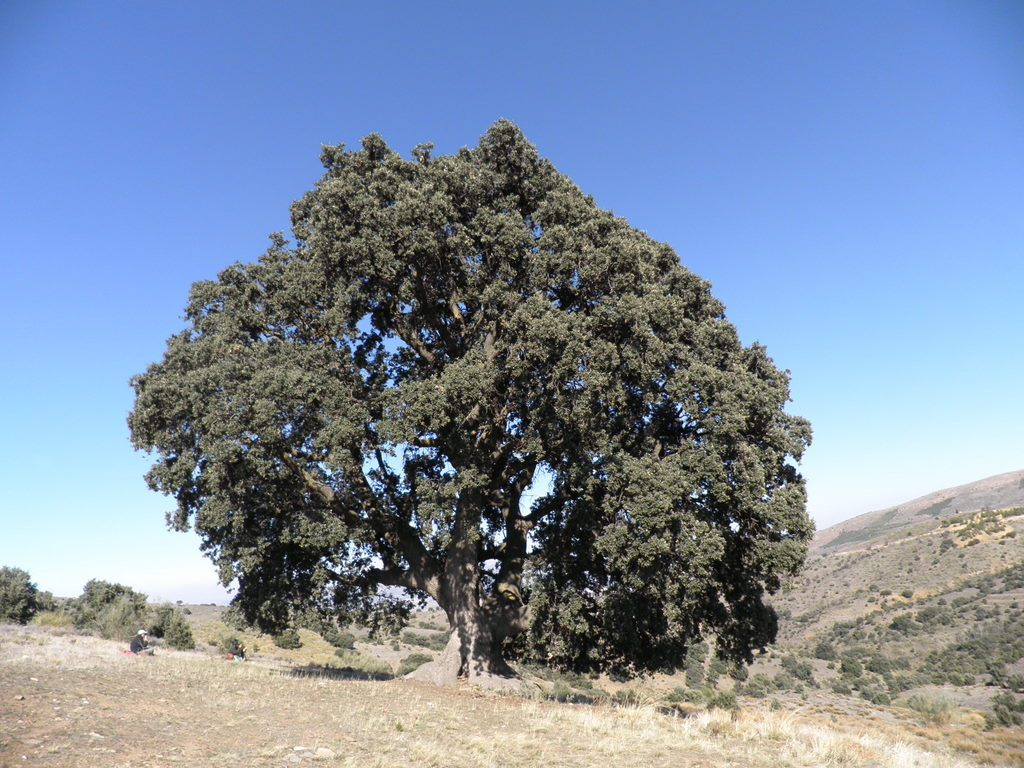
Encina de la Peana

Existen dos monumentos naturales: La Encina de la Peana por un lado, y la Encina del Marchal del Abogado por otro. Ambos, fieron declarados como tal en el 2019. Se trata de dos árboles centarios de gran porte, teniendo la de la Peana una altura de 18 metros y una copa de 20 metros de diámetro. La del Marchal tiene una copa de 25 metros de diámetro.

## Historia
Municipio fundado por nazaríes en el siglo XIII como fortaleza defensiva, durante la guerra de Granada fue tomada por las tropas cristianas en 1489; jugó un papel importantísimo durante las guerras moriscas del siglo XVI por su situación estratégica. En el siglo XIX, la revolución industrial trajo el desarrollo económico al territorio con la explotación de yacimientos mineros de hierro en la Sierra de los Filabres. Compañías de origen inglés explotaron el preciado recurso durante la práctica totalidad del siglo XX, cerrando definitivamente la explotación en 1968.
Durante el siglo XIX el sector económico de mayor dinamismo en España fue el de la minería debido a la producción de acero inglés y, en menor medida alemán en la Segunda Revolución Industrial. La totalidad de la producción se exportaba y las concesionarias eran empresas de capital extranjero como la The Alquife Mines and Railway Co. Ltd. (Minas de Alquife, en Granada). En el caso de Serón la belga Compagnie des Mins et de Chemins de Fer Bacàres-Almería puso en explotación los yacimientos de mineral de hierro de Las Menas. El mineral se vendía a la inglesa The Bacares Iron Ore Mines Co. Ltd. y se transportaba por la línea férrea Lorca-Baza, inaugurada el 1894, hasta el embarcadero del Hornillo en Águilas desde la estación de Serón y el apeadero de Los Canos, que era empleado por la también belga Sociedad Cabarga San Miguel y W.H. Müller et Cíe. Para el transporte del mineral ambas mineras construyeron a principios del siglo XX una red kilométrica de cables aéreos para salvar los desniveles de la sierra de los Filabres hasta sus tolvas y cargaderos junto a la vía del tren. Hacia principios de 1933 se produjo una huelga de los mineros de la zona, liderada por la UGT. En los años cincuenta se construyó el poblado minero de Las Menas empleado hasta 1968, año del cierre de las minas.
En la actualidad, y por la riqueza de su pasado, Serón conserva un castillo nazarí datado en el siglo XIII. El entramado urbano del casco antiguo está constituido por estrechas callejas de pronunciada pendiente también de origen nazarí y en el lugar donde existió una mezquita se alza un templo parroquial del siglo XVII. El caserío está rodeado por frondosas huertas abancaladas con sistemas de riego de origen árabe. Se conserva la práctica totalidad de la arqueología industrial del siglo XX, concentrada en el poblado minero de Las Menas, así como las infraestructuras de transporte por ferrocarril en las inmediaciones del Valle.

## Geografía humana

### Organización territorial
- Venta Levita: se encuentra a un kilómetro del núcleo principal de la población.
- Los Zoilos: barriada de más población de Serón.
- Los Angostos: Agrupación de barriadas que conforman este entorno, entre ellos, Angosto de los Pinos, Angosto los Vegas, Angosto de Arriba, Angosto los Pérez además del Cortijo del Pino y Malteses.
- Fuencaliente y Calera: pedanía de Serón donde abundan nacimientos de agua termal, entre ellos El Aljibe, Fuente Perica y Fuencaliente. En esta emblemática aldea ocurrió el episodio famoso de La Novia de Serón.
- Las Menas: antiguo poblado minero que albergó esta actividad durante un siglo, siendo su paro en el 1968, actualmente está englobado en un proyecto de turismo rural.
- La Loma: aldea minera donde se celebran los recitales de moros y cristianos de la zona, en honor de san Miguel. Allí se encuentra una encina (quercus ilex.subsp. ballota) de unos seiscientos años, llamada Encina La Peana.
- Reconco: Aldea situada entre Tíjola y Serón. Son famosas sus fiestas de la Virgen de la Cabeza, a finales de abril.
- La Jauca Alta: Aldea situada en el nordeste del municipio entre Caniles y Alcóntar, a 7 km del núcleo de Hijate (Alcóntar). Son famosas sus fiestas en honor de Sta. Teresita en agosto.
- La Jauca Baja: Conjunto de tres cortijos a 1,50 km de la Jauca Alta, tales como Perpiñán y Cortijo del Conde.
- Los Corrales: Aldea situada a 2 km de La Jauca Baja.
- El Chaparral: Cortijada situada cerca de la Jauca Alta, y limita con Cúllar.
- Casas de Allá en Frente: Barrio de la Jauca tras pasar la rambla del mismo nombre.
- Los Raspajos: barriada situada en la carretera de Alcóntar, en la margen derecha del río Almanzora.
- Los Pérez, Los Nanos y Los Checas. Todos ellos en la carretera de Higueral.
- Las Hilarias, Cortijada cerca de Los Pérez.
- Los Claveros. Barriada de tres núcleos de cortijos a unos 2 km de Higueral.
- El Marchal del Abogado, a la derecha de la carretera de Menas, donde existe la llamada encina milenaria.

### Demografía
El municipio seronero comprende los núcleos de población de Serón —capital municipal—, Los Zoilos, La Estación, Los Claveros, Huélago, Manaca, Los Donatos, El Valle, El Reconco, Jauca, Jauca Alta, Fuencaliente y Calera, El Ramil, Los Angostos, Angosto de Abajo, Angosto de Arriba, Los Brevas, Los Pérez, Los Hernández, Las Hilarias, Los Raspajos, Los Geas, Los Martenses, El Cántaro, Los Vegas y Las Menas, así como los despoblados del Fargalí y Jórvila.
Cuenta con una población de 2133 habitantes (INE 2024).
| Gráfica de evolución demográfica de Serón entre 1842 y 2021 |
| |
| Población de derecho según los censos de población del INE. Población de hecho según los censos de población del INE.Entre el censo de 1897 y el anterior, disminuye el término del municipio porque independiza a Alcóntar. |

### Economía
La industria cárnica tiene presencia en el municipio desde el siglo XVIII, aprovechando sus climas fríos y secos en invierno y suaves en verano. Se desarrollan toda clase de embutidos tales como la morcilla, el chorizo, la longaniza y el salchichón, entre otros. La especialización en la elaboración de jamones le ha otorgado la Indicación Geográfica Protegida al "Jamón de Serón" desde 2014.

#### Evolución de la deuda viva municipal
| Gráfica de evolución de Deuda viva del Ayuntamiento de Serón entre 2008 y 2019                                |
| |
| Deuda viva del Ayuntamiento de Serón en miles de Euros según datos del Ministerio de Hacienda y Ad. Públicas. |

## Política
| Legislatura | Nombre                                                          | Partido Político |
| ----------- | --------------------------------------------------------------- | ---------------- |
| 1979-1983   | Mariano Cano Álvarez                                            | UCD              |
| 1983-1987   | Francisco Borja                                                 | PSOE             |
| 1987-1991   | Francisco Borja                                                 | PSOE             |
| 1991-1995   | Francisco Borja                                                 | PSOE             |
| 1995-1999   | Francisco Borja                                                 | PSOE             |
| 1999-2003   | Juan Antonio Lorenzo                                            | PSOE             |
| 2003-2007   | Juan Antonio Lorenzo                                            | PSOE             |
| 2007-2011   | Juan Antonio Lorenzo                                            | PSOE             |
| 2011-2015   | Juan Antonio Lorenzo                                            | PSOE             |
| 2015-2019   | Juan Antonio Lorenzo                                            | PSOE             |
| 2019-2023   | Juan Antonio Lorenzo (2019-2022) Manuel Martínez Domene (2022-) | PSOE             |
| 2023-act.   | Manuel Martínez Domene                                          | PSOE             |

## Servicios públicos

### Educación
En cuanto a educación la población está dotada con el CEIP Miguel Zubeldia y el IES Sierra de los Filabres. Para cursar bachillerato los alumnos acuden al IES Alto Almanzora en Tíjola. Además cuenta con un centro de educación de adultos.

### Sanidad
En la población hay un centro de salud y tiene como hospital de referencia el Hospital de Baza, en Granada.

### Seguridad
Existe además un puesto de la Guardia Civil, un cuartel de policía local y un Juzgado de Paz.

## Cultura

### Patrimonio

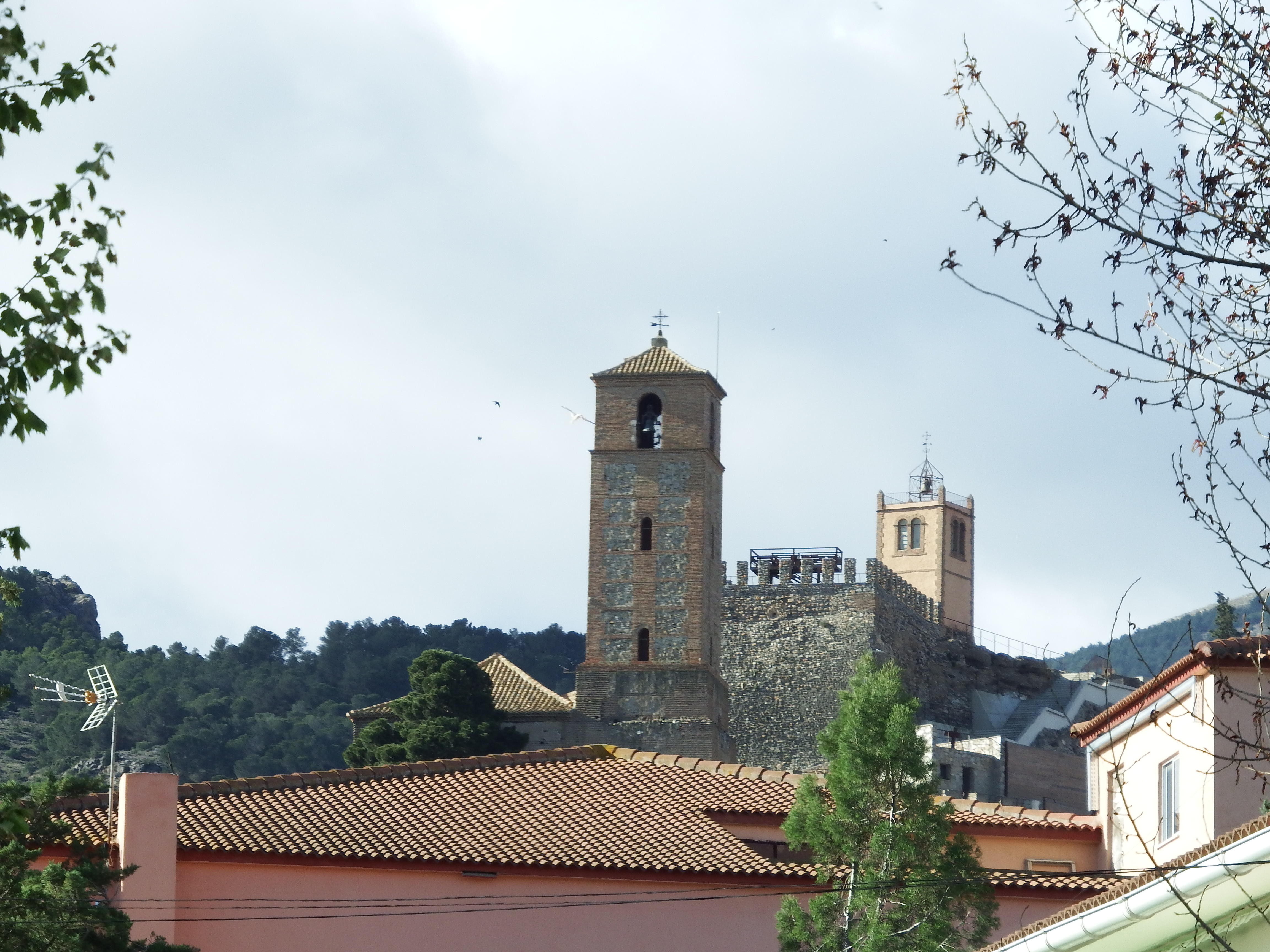
Campanario de la Iglesia de la Anunciación y el Castillo al fondo

#### Civil
- Cortijo Serbal: Conjunto de edificaciones agropecuarias con ciertas singularidades. Situado junto a dos barrancos, en la confluencia de los mismos existe un muro de contención a modo de represa, usada para acumular el agua y utilizarla en los regadíos. Consta de tres edificios, realizados en mampostería de lajas de pizarra y mortero de yeso y cal. Entre las edificaciones los espacios que se forman eran usados como de uso común. El edificio principal, de dos plantas con retranqueo en la segunda, era utilizado como vivienda por los propietarios, así como pajar, granero y cuadras. Los otros acogían cuadras, corrales, viviendas secundarias y uno de ellos un horno. En el edificio principal existe un palomar con tubos de cerámica, similares a los que se encuentran en el campo de Tabernas. Las cubiertas originales eran de laja de pizarra, siendo sustituidas en el edificio principal por teja árabe. El conjunto lo completa dos eras de laja de pizarra.[26]
- Colonia de San Rafael: Es un conjunto de edificios agrarios que en su origen eran dos viviendas con una era. A lo largo de la primera mitad del siglo XX sufrió una serie de ampliaciones, quedando el conjunto actual. Las viviendas principales, en número de tres, se caracterizan por ser de dos plantas y tener el tejado a dos aguas. Los huecos de la planta baja están cubiertos por rejería de parrilla, siendo en los pisos superiores simples solanas. Alrededor se encuentran el resto de edificios agropastoriles tales como establos, almacenes y pajares.[27]

#### Religioso
- Iglesia de la Anunciación: Construida en el siglo XVII, es de estilo mudéjar y fue declarada Monumento Histórico-Artístico en 1983. Consta de planta rectangular y está dividida en tres naves separadas por pilares. En el lado izquierdo hay una torre cuadrada rematada por el campanario. En el lado derecho se encuentra la sacristía. La nave central está decorada por un artesonado mudéjar con estrellas de ocho puntas.[17]

### Patrimonio inmaterial
- Día de las ollas.

### Entidades culturales

#### Planetario y observatorio astrofísico de Serón
En 2018 se creó el Planetario para albergar simulaciones y proyecciones de viajes a galaxias y otros temas relacionados con la astronomía en 3D. Asimismo se proyectan películas específicas para estas instalaciones. En 2021 se construyó un observatorio de dos plantas equipado con un telescopio y una sala anexa donde los visitantes pueden observar la información que está siendo recabada por el mismo. Las instalaciones cuentan también con un Centro de Interpretación del Espacio con capacidad para cuarenta personas. El planetario de Serón ofrece visitas para escolares, familias, grupos, y todo aquél interesado en la Astronomía. También cuenta con una escuela de Astronomía para formar de manera práctica en el reconocimiento del cielo y el manejo de telescopios.

## Hermanamientos
- Baza, España[30]
- Lorca, España[30]